# Itombwe
Itombwe är en bergskedja i Kongo-Kinshasa. Den ligger i den östra delen av landet, 1 500 km öster om huvudstaden Kinshasa.